# Deutsche Cadre-71/2-Meisterschaft 1971/72

Veranstaltungsort: Duisburg

Die Deutsche Cadre-71/2-Meisterschaft 1971/72 ist eine Billard-Turnierserie und fand vom 25. bis zum 28. Mai 1972 in Duisburg zum 24. Mal statt.

## Geschichte
Der hochverdiente Sieger dieser Meisterschaft war Günter Siebert. Er beherrschte in allen Phasen des Turniers seine Gegner. Für den Titelverteidiger Dieter Müller war bereits in der vierten Spielrunde durch eine unerwartete Niederlage gegen Ewald Kajan die Titelverteidigung schwer, weil Siebert auf konstant hohem Niveau spielte. Vor der letzten Spielrunde war ihm der Titel bereits nicht mehr zu nehmen. Gegen Müller gewann er dann auch sicher mit 300:175 in 10 Aufnahmen. Verdienter Dritter wurde der Lokalmatador Ewald Kajan.

## Modus
Es wurde im Round-Robin-Modus bis 300 Punkte gespielt.
Die Endplatzierung ergab sich aus folgenden Kriterien:
1. Matchpunkte
2. Generaldurchschnitt (GD)
3. Bester Einzeldurchschnitt (BED)
4. Höchstserie (HS)

## Teilnehmer (nach Ausgangsklassement)
1. Dieter Müller (Berliner Billardfreunde 1921) (Titelverteidiger) (GD 47,50)
2. Günter Siebert (Bfr. Sterkrade-Heide) (GD 22,07)
3. Peter Sporer (BSV München) (GD 14,77)
4. Ewald Kajan (ABC Friemersheim) (GD 13,42)
5. Matthias Metzemacher (Bergisch-Gladbacher BC) (GD 13,18)
6. Wolfgang Matz (Düsseldorfer Billardfreunde 54) (GD 8,53)
7. Heinz Ohagen (Billardfreunde Altenessen) (GD 8,52)
8. Werner Nahruhn (BC Feldmark 34 Gelsenkirchen) (Ersatz für Dieter Wirtz)

### Abschlusstabelle
| Klassement                 | Klassement           | Klassement | Klassement | Klassement | Klassement | Klassement | Klassement | Klassement |
| Platz                      | Name                 | MP         | Pkte.      | Aufn.      | GD         | BED        | HS         |            |
| -------------------------- | -------------------- | ---------- | ---------- | ---------- | ---------- | ---------- | ---------- | ---------- |
| 1                          | Günter Siebert       | 14:0       | 2100       | 81         | 25,92      | 60,00      | 162        |            |
| 2                          | Dieter Müller        | 10:4       | 1953       | 94         | 20,77      | 60,00      | 141        |            |
| 3                          | Ewald Kajan          | 8:6        | 1752       | 140        | 12,51      | 18,75      | 101        |            |
| 4                          | Peter Sporer         | 6:8        | 1541       | 124        | 12,42      | 17,64      | 145        |            |
| 5                          | Matthias Metzemacher | 6:8        | 1602       | 135        | 11,86      | 17,64      | 105        |            |
| 6                          | Werner Nahruhn       | 6:8        | 1446       | 152        | 9,51       | 12,00      | 60         |            |
| 7                          | Heinz Ohagen         | 4:10       | 1415       | 156        | 9,07       | 14,28      | 77         |            |
| 8                          | Wolfgang Matz        | 2:12       | 1320       | 118        | 11,18      | 20,00      | 100        |            |
| Turnierdurchschnitt: 13,12 |                      |            |            |            |            |            |            |            |